# Sharp (Familienname)
Sharp (engl. für „scharf“) ist ein ursprünglich von einem Spitznamen abgeleiteter englischer Familienname.

## Namensträger

### A
- Abraham Sharp (1653–1742), britischer Astronom
- Alan Sharp (1934–2013), britischer Drehbuchautor
- Alex Sharp (Fußballspieler, Oktober 1910) (1910–1990), schottischer Fußballspieler
- Alex Sharp (Fußballspieler, November 1910) (1910–1982), schottischer Fußballspieler
- Alex Sharp (Schauspieler) (* 1989), britischer Schauspieler
- Allen Sharp (1932–2009), US-amerikanischer Jurist
- Anita Sharp-Bolster (1895–1985), irische Schauspielerin
- Anne Sharp (Sängerin) (1916–2011), britische Sängerin (Sopran)
- Anne Sharp (Schauspielerin) (1934–2010), britische Schauspielerin
- Archibald Sharp (1889–1952), britischer Schwimmer

### B
- Billy Sharp (* 1986), englischer Fußballspieler
- Bobby Sharp (1924–2013), US-amerikanischer Musiker und Songwriter
- Bruce Sharp (1931–2023), australischer Turner

### C
- Cameron Sharp (* 1958), britischer Leichtathlet
- Cecil James Sharp (1859–1924), britischer Musiker
- Christopher Sharp, ugandischer Filmregisseur und Filmproduzent

### D
- Dane Sharp (* 1986), kanadischer Squashspieler
- David Sharp (Entomologe) (1840–1922), britischer Entomologe
- David Sharp (Radsportler) (* 1941), US-amerikanischer Radrennfahrer
- David Sharp (Bergsteiger) (1972–2006), britischer Bergsteiger
- David Sharp (Dartspieler) (* 1989), schottischer Dartspieler
- Dee Dee Sharp (* 1945; eigentlich: Dione LaRue), US-amerikanische R&B-Sängerin
- Dennis Sharp (1933–2010), britischer Architekt, Architekturprofessor, Kurator, Autor und Herausgeber
- Derrick Sharp (* 1971), US-amerikanisch-israelischer Basketballspieler
- Don Sharp (1922–2011), britischer Filmregisseur
- Dorothea Sharp (1874–1955), britische Malerin
- Douglas Sharp (* 1969), US-amerikanischer Bobfahrer

### E
- Edgar A. Sharp (1876–1948), US-amerikanischer Politiker
- Elliott Sharp (* 1951), US-amerikanischer Multiinstrumentalist und Komponist
- Eric Sharp, Baron Sharp of Grimsdyke (1916–1994), britischer Geschäftsmann und Mitglied des House of Lords
- Erica Sharp (* 1975), kanadische Ringerin
- Evan Sharp (* 1982), US-amerikanischer Unternehmer
- Evelyn Sharp (Pilotin) (1919–1944), US-amerikanische Pilotin
- Evelyn Sharp, Baroness Sharp (1903–1985), britische Verwaltungsbeamtin, Politikerin und Mitglied des House of Lords
- Evelyn Jane Sharp (1869–1955), britische Pazifistin und Suffragette

### F
- Francis Peabody Sharp (1823–1903), kanadischer Obstzüchter und Baumschulbesitzer
- Fred Sharp (1922–2005), US-amerikanischer Jazzgitarrist

### G
- G. Kendall Sharp (* 1934), US-amerikanischer Jurist
- Geoffrey Newton Sharp (1914–1974), englischer Musikkritiker und Musikschriftsteller
- Gene Sharp (1928–2018), US-amerikanischer Politikwissenschaftler
- Graeme Sharp (* 1960), schottischer Fußballspieler
- Graham Sharp (1917–1995), britischer Eiskunstläufer
- Granville Sharp (1735–1813), englischer Gegner der Sklaverei

### H
- Hap Sharp (1928–1993), US-amerikanischer Rennfahrer
- Harrison Sharp (* 2001), schottischer Fußballspieler
- Henry Sharp (1892–1966), US-amerikanischer Kameramann

### I
- Ingrid Sharp, britische Kulturhistorikerin und Germanistin
- Isabel Sharp (* 2005), britische Radsportlerin

### J
- John Sharp (Erzbischof) (1643–1714), englischer Geistlicher, Erzbischof von York (1691–1714)
- John Sharp (Politiker, 1828) (1828–1919), neuseeländischer Politiker
- John Sharp (General) (1917–1977), britischer General
- John Sharp (Schauspieler) (1920–1992), englischer Schauspieler
- John Sharp (Politiker, 1950) (* 1950), US-amerikanischer Politiker
- John Sharp (Politiker, 1954) (* 1954), australischer Politiker
- Jonah Sharp (* vor 1990), schottischer Ambient-Musiker
- Joseph Henry Sharp (1859–1953), US-amerikanischer Maler

### K
- Karen Sharp (* 1971), britische Jazzmusikerin
- Keesha Sharp (* 1973), US-amerikanische Schauspielerin
- Kevin Sharp (1970–2014), US-amerikanischer Countrysänger
- Kevin H. Sharp (* 1963), US-amerikanischer Jurist

### L
- Lachlan Sharp (* 1997), australischer Hockeyspieler
- Leo Sharp (1924–2016), US-amerikanischer Veteran, Pflanzenzüchter und Drogenkurier für das Sinaloa-Kartell
- Lesley Sharp (* 1960), britische Film- und Theaterschauspielerin
- Lynsey Sharp (* 1990), britische Mittelstreckenläuferin

### M
- MacGregor Sharp (* 1985), kanadischer Eishockeyspieler
- Margaret Sharp, Baroness Sharp of Guildford (* 1938), britische Politikerin und Wirtschaftswissenschaftlerin
- Margery Sharp (1905–1991), englische Schriftstellerin
- Martha Sharp, US-amerikanische Sozialarbeiterin, ausgezeichnet als Gerechte unter den Völkern, siehe Waitstill und Martha Sharp
- Martin Sharp (1942–2013), australischer Karikaturist, Songwriter und Filmemacher
- Matt Sharp (* 1969), US-amerikanischer Musiker
- Minnie Bell Sharp Adney (1865–1937), kanadische Musikerin und Musiklehrerin
- Mitchell Sharp (1911–2004), kanadischer Politiker
- Morell Edward Sharp (1920–1980), US-amerikanischer Jurist

### N
- Nathan Sharp (* 1989), US-amerikanischer Webvideoproduzent, Synchronsprecher, Rockmusiker und Label-Betreiber

### P
- Patrick Sharp (* 1981), kanadischer Eishockeyspieler
- Peter Sharp (1939–2012), neuseeländischer Cricketspieler und Journalist
- Petra Sharp (* 1954), deutsche Leichtathletin
- Philip R. Sharp (* 1942), US-amerikanischer Politiker
- Phillip Allen Sharp (* 1944), US-amerikanischer Molekularbiologie und Genetiker (Nobelpreis für Physiologie 1993)

### R
- Ray Sharp (* 1945), englischer Badmintonspieler
- Richard Sharp († 2014), US-amerikanischer Unternehmer
- Richard Sharp (BBC-Vorsitzender) (* 1956), britischer Banker und Vorsitzender der BBC
- Robert P. Sharp (1911–2004), US-amerikanischer Geologe
- Royce Sharp (* 1972), US-amerikanischer Schwimmer
- Ryan Sharp (* 1979), britischer Rennfahrer

### S
- Scott Sharp (* 1968), US-amerikanischer Automobilrennfahrer
- Solomon P. Sharp (1787–1825), US-amerikanischer Politiker
- Susie Sharp (1907–1996), US-amerikanische Juristin und Richterin

### U
- Ulysses S. Grant Sharp (1906–2001), US-amerikanischer Admiral der US Navy

### W
- Walter L. Sharp (* 1952), pensionierter US-amerikanischer Vier-Sterne-General
- Waitstill Sharp, US-amerikanischer Pastor der unitarischen Glaubensgemeinschaft, ausgezeichnet als Gerechter unter den Völkern, siehe Waitstill und Martha Sharp
- William Sharp (Kupferstecher) (1749–1824), englischer Kupferstecher
- William Sharp (Lithograf) (1803–1875), englisch-amerikanischer Lithograf und Maler
- William Sharp (Autor) (1855–1905), schottischer Schriftsteller
- William Sharp (Illustrator) (1900–1961), US-amerikanischer Grafiker, Zeichner und Buchillustrator
- William Sharp (Sänger), US-amerikanischer Sänger (Bassbariton)
- William Graves Sharp (1859–1922), US-amerikanischer Politiker und Diplomat
- Willoughby Sharp (1936–2008), US-amerikanischer Künstler